# Senatorowie IX kadencji Senatu Rzeczypospolitej Polskiej

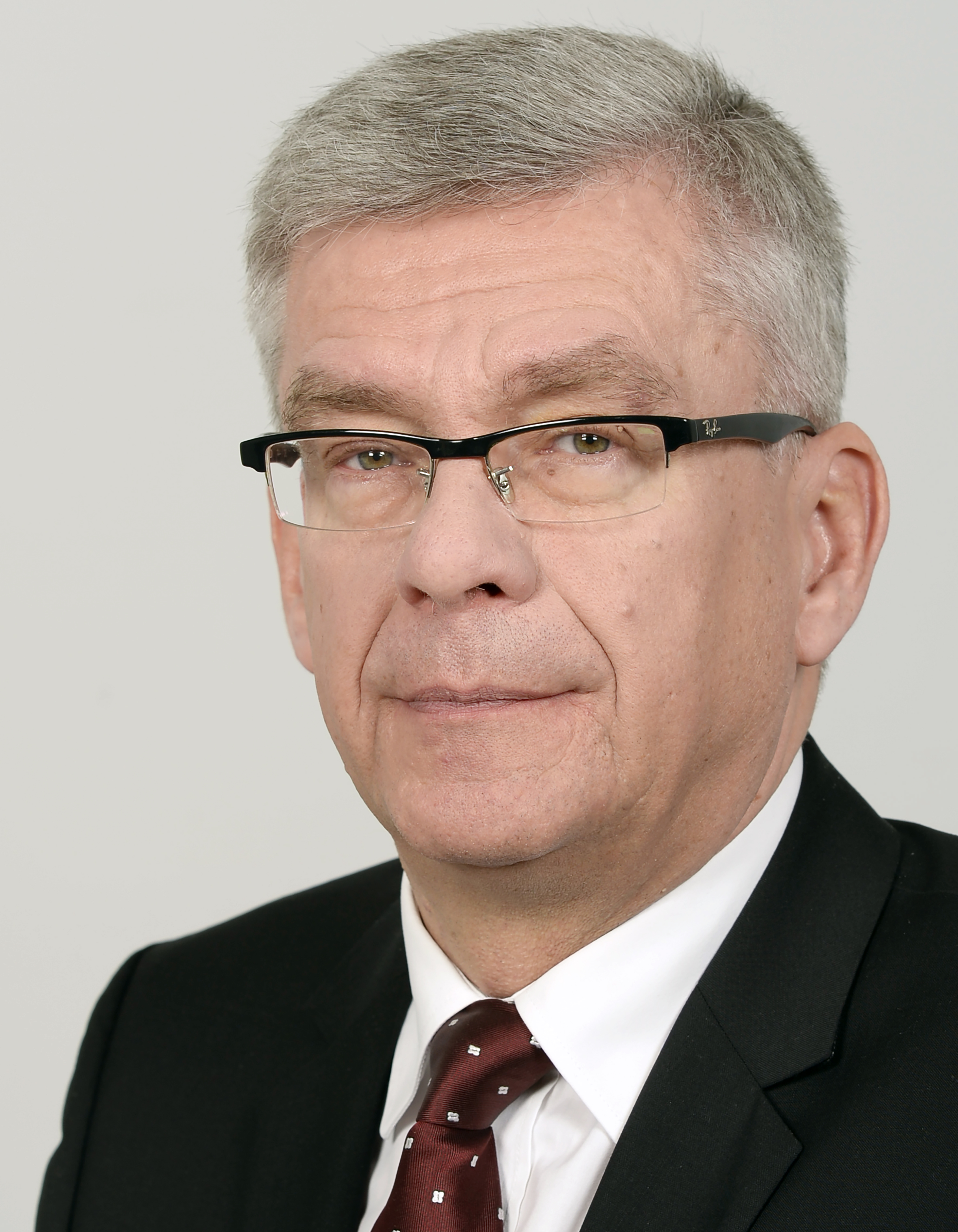
Stanisław Karczewski – marszałek Senatu IX kadencji

Senatorowie IX kadencji Senatu Rzeczypospolitej Polskiej zostali wyłonieni podczas wyborów parlamentarnych 25 października 2015. Kadencja senatorów rozpoczęła się z dniem rozpoczęcia 1. posiedzenia Sejmu VIII kadencji i Senatu IX kadencji – 12 listopada 2015, kiedy to senatorowie elekci złożyli ślubowanie. Ich kadencja upłynęła w przeddzień pierwszego posiedzenia następnego Sejmu, tj. 11 listopada 2019.
100 senatorów wyłoniono w okręgach jednomandatowych na zasadzie większości względnej.
W trakcie kadencji przeprowadzono wybory uzupełniające. Przyczyną było powołanie jednego z senatorów na urząd wojewody. Nieobsadzone z powodu zbliżającego się końca kadencji izby pozostały cztery wygasłe mandaty – jeden z powodu śmierci senatora, dwa z powodu wyboru dwóch innych senatorów do Parlamentu Europejskiego i jeden z powodu mianowania na ambasadora.

## Kluby i koła w Senacie w trakcie kadencji
| \| Ugrupowanie polityczne \| Ugrupowanie polityczne \| XI 2015[1] \| XI 2019 \| +/– \| \| ---------------------- \| ----------------------------------------------- \| ---------- \| ------- \| --- \| \| \| Prawo i Sprawiedliwość \| 62 \| 61 \| 1 \| \| \| Platforma Obywatelska – Koalicja Obywatelska[c] \| 33 \| 26 \| 7 \| \| \| KS Niezależnych[d] \| 3 \| – \| 3 \| \| \| Polskie Stronnictwo Ludowe – Koalicja Polska[e] \| 1 \| 1 \| \| \| \| Senatorowie niezrzeszeni[f] \| 1 \| 8 \| 7 \| \| Razem \| Razem \| 100 \| 96 \| 96 \| | Podział 100 mandatów: PSL: 1 PO: 33 KS Niezależnych: 3 PiS: 62 Niezrz.: 1 |         |         |     |
| Ugrupowanie polityczne | Ugrupowanie polityczne                                                    | XI 2015 | XI 2019 | +/– |
| | Prawo i Sprawiedliwość                                                    | 62      | 61      | 1   |
| | Platforma Obywatelska – Koalicja Obywatelska                              | 33      | 26      | 7   |
| | KS Niezależnych                                                           | 3       | –       | 3   |
| | Polskie Stronnictwo Ludowe – Koalicja Polska                              | 1       | 1       |     |
| | Senatorowie niezrzeszeni                                                  | 1       | 8       | 7   |
| Razem | Razem                                                                     | 100     | 96      | 96  |

## Dane zbiorcze o senatorach wybranych 25 października 2015
Przynależność do partii politycznych deklarowało 73 senatorów: 39 – Prawo i Sprawiedliwość, 27 – Platforma Obywatelska RP, 3 – Polska Razem Zjednoczona Prawica, 2 – Solidarna Polska Zbigniewa Ziobro, po 1 – Biało-Czerwoni i Ruch Katolicko-Narodowy; 27 senatorów było bezpartyjnych.
W izbie zasiadło 13 kobiet i 87 mężczyzn. 69 senatorów posiada już doświadczenie parlamentarne (w tym: 42 było wcześniej wyłącznie senatorami; 15 – senatorami i posłami na Sejm RP; 1 – senatorem i posłem do Parlamentu Europejskiego; 1 – senatorem, posłem na Sejm i do PE; 9 – wyłącznie posłami na Sejm; 1 – posłem na Sejm i do PE), 31 wybrano do parlamentu po raz pierwszy.
Średnia wieku senatorów wynosiła 56 lat (6 senatorów w wieku poniżej 40 lat, 18 – 40–49 lat, 40 – 50–59 lat, 29 – 60–69 lat, 7 – powyżej 70 lat).
96 senatorów posiadało wykształcenie wyższe, w tym 8 tytuł profesora.

## Pierwsze posiedzenie
1. posiedzenie Senatu IX kadencji rozpoczęło się 12 listopada 2015. Funkcję marszałka seniora pełnił Michał Seweryński (najstarsza wiekiem senator Barbara Borys-Damięcka zrezygnowała z przewodniczenia obradom ze względu na stan zdrowia), sekretarzami posiedzenia byli najmłodsi spośród deputowanych do izby wyższej – Rafał Ambrozik, Robert Dowhan i Aleksander Szwed.

## Prezydium Senatu
Członków Prezydium Senatu wybrano na posiedzeniu inauguracyjnym izby. W skład organu weszli:

## Prezydium Senatu IX kadencji
| Senator                                                              | Senator              | Funkcja                   | Klub                                                                 | Czas pełnienia funkcji | Czas pełnienia funkcji |
| Senator                                                              | Senator              | Funkcja                   | Klub                                                                 | Od                     | Do                     |
| -------------------------------------------------------------------- | -------------------- | ------------------------- | -------------------------------------------------------------------- | ---------------------- | ---------------------- |
|                                                                      | Michał Seweryński    | Marszałek senior          | KP Prawo i Sprawiedliwość                                            | 12 listopada 2015(dts) | 12 listopada 2015(dts) |
| Marszałek senior przewodniczy obradom Senatu przed wyborem Prezydium |                      |                           |                                                                      |                        |                        |
|                                                                      | Stanisław Karczewski | Marszałek Senatu          | KP Prawo i Sprawiedliwość                                            | 12 listopada 2015(dts) | 11 listopada 2019(dts) |
| Adam Bielan                                                          | Wicemarszałek Senatu | KP Prawo i Sprawiedliwość | 12 listopada 2015(dts)                                               | 28 maja 2019(dts)      |                        |
|                                                                      | Bogdan Borusewicz    | Wicemarszałek Senatu      | KP Platforma Obywatelska – Koalicja Obywatelska – Grupa Senatorów PO | 12 listopada 2015(dts) | 11 listopada 2019(dts) |
|                                                                      | Grzegorz Czelej      | Wicemarszałek Senatu      | KP Prawo i Sprawiedliwość                                            | 12 listopada 2015(dts) | 20 kwietnia 2017(dts)  |
| Maria Koc                                                            | Wicemarszałek Senatu | KP Prawo i Sprawiedliwość | 12 listopada 2015(dts)                                               | 11 listopada 2019(dts) |                        |
| Michał Seweryński                                                    | Wicemarszałek Senatu | KP Prawo i Sprawiedliwość | 20 kwietnia 2017(dts)                                                | 11 listopada 2019(dts) |                        |
| Marek Pęk                                                            | Wicemarszałek Senatu | KP Prawo i Sprawiedliwość | 26 czerwca 2019(dts)                                                 | 11 listopada 2019(dts) |                        |

Ponadto wybrano 8 sekretarzy: Rafała Ambrozika (PiS), Roberta Dowhana (PO), Arkadiusza Grabowskiego (PiS), Łukasza Mikołajczyka (PiS), Marka Pęka (PiS), Waldemara Sługockiego (PO), Aleksandra Szweda (PiS) i Jerzego Wcisłę (PO).

## Senatorowie IX kadencji
Kolorem szarym wyróżniono senatorów, których mandat wygasł w czasie trwania kadencji izby.

### Senatorowie wybrani 25 października 2015
| Zdjęcie                |                        | Senator                  | Komitet wyborczy                              | Okręg                | Największe miasto | Dotychczasowy staż parlamentarny                                                                            | % głosów |
| ---------------------- | ---------------------- | ------------------------ | --------------------------------------------- | -------------------- | --- | --- | -------- |
| Rafał Ambrozik         |                        | Rafał Ambrozik           | Prawo i Sprawiedliwość                        | 29                   | Tomaszów Mazowiecki | wybrany po raz pierwszy                                                                                     | 42,18    |
| Mieczysław Augustyn    |                        | Mieczysław Augustyn      | Platforma Obywatelska RP                      | 88                   | Piła | senator VI, VII i VIII kadencji (2005–2015)                                                                 | 32,44    |
| Adam Bielan            |                        | Adam Bielan              | Prawo i Sprawiedliwość                        | 50                   | Radom | poseł na Sejm III i IV kadencji (1997–2004) poseł do Parlamentu Europejskiego VI i VII kadencji (2004–2014) | 43,52    |
| Grzegorz Bierecki      |                        | Grzegorz Bierecki        | KWW Grzegorza Biereckiego                     | 17                   | Biała Podlaska | senator VIII kadencji (2011–2015)                                                                           | 44,12    |
| Przemysław Błaszczyk   |                        | Przemysław Błaszczyk     | Prawo i Sprawiedliwość                        | 25                   | Kutno | senator VII i VIII kadencji (2007–2015)                                                                     | 44,93    |
| Aleksander Bobko       | Aleksander Bobko       | Prawo i Sprawiedliwość   | 56                                            | Rzeszów              | wybrany po raz pierwszy | 42,74 |          |
| Ryszard Bonisławski    |                        | Ryszard Bonisławski      | Platforma Obywatelska RP                      | 24                   | Łódź | senator VIII kadencji (2011–2015)                                                                           | 50,36    |
| Waldemar Bonkowski     |                        | Waldemar Bonkowski       | Prawo i Sprawiedliwość                        | 63                   | Chojnice | wybrany po raz pierwszy                                                                                     | 40,25    |
| Marek Borowski         |                        | Marek Borowski           | KWW Marka Borowskiego                         | 42                   | Warszawa | senator VIII kadencji (2011–2015) poseł na Sejm I, II, III, IV i VI kadencji (1991–2005, 2007–2011)         | 60,69    |
| Bogdan Borusewicz      |                        | Bogdan Borusewicz        | Platforma Obywatelska RP                      | 65                   | Gdańsk | senator VI, VII i VIII kadencji (2005–2015) poseł na Sejm I, II i III kadencji (1991–2001)                  | 53,03    |
| Barbara Borys-Damięcka | Barbara Borys-Damięcka | Platforma Obywatelska RP | 44                                            | Warszawa             | senator VII i VIII kadencji (2007–2015)                                                                                           | 43,41 |          |
| Margareta Budner       |                        | Margareta Budner         | Prawo i Sprawiedliwość                        | 93                   | Konin | senator VI kadencji (2005–2007)                                                                             | 39,98    |
| Jerzy Chróścikowski    | Jerzy Chróścikowski    | Prawo i Sprawiedliwość   | 19                                            | Zamość               | senator IV, VI, VII i VIII kadencji (1997–2001, 2005–2015)                                                                        | 53,13 |          |
| Zbigniew Cichoń        | Zbigniew Cichoń        | Prawo i Sprawiedliwość   | 34                                            | Bochnia              | senator VII kadencji (2007–2011)                                                                                                  | 54,33 |          |
| Leszek Czarnobaj       |                        | Leszek Czarnobaj         | Platforma Obywatelska RP                      | 67                   | Malbork | senator VIII kadencji (2011–2015)                                                                           | 40,04    |
| Grzegorz Czelej        |                        | Grzegorz Czelej          | Prawo i Sprawiedliwość                        | 15                   | Świdnik | senator VII i VIII kadencji (2007–2015)                                                                     | 59,23    |
| Jerzy Czerwiński       | Jerzy Czerwiński       | Prawo i Sprawiedliwość   | 51                                            | Nysa                 | poseł na Sejm IV kadencji (2001–2005)                                                                                             | 30,68 |          |
| Dorota Czudowska       | Dorota Czudowska       | Prawo i Sprawiedliwość   | 3                                             | Legnica              | senator IV i VIII kadencji (1997–2001, 2011–2015)                                                                                 | 43,47 |          |
| Wiesław Dobkowski      | Wiesław Dobkowski      | Prawo i Sprawiedliwość   | 28                                            | Piotrków Trybunalski | senator VII i VIII kadencji (2007–2015)                                                                                           | 46,29 |          |
| Jan Dobrzyński         | Jan Dobrzyński         | Prawo i Sprawiedliwość   | 60                                            | Białystok            | senator VII kadencji (2007–2011)                                                                                                  | 45,89 |          |
| Robert Dowhan          |                        | Robert Dowhan            | Platforma Obywatelska RP                      | 22                   | Nowa Sól | senator VIII kadencji (2011–2015)                                                                           | 40,97    |
| Jarosław Duda          | Jarosław Duda          | Platforma Obywatelska RP | 6                                             | Oleśnica             | senator VII i VIII kadencji (2007–2015) poseł na Sejm IV i V kadencji (2004–2007)                                                 | 37,30 |          |
| Jerzy Fedorowicz       | Jerzy Fedorowicz       | Platforma Obywatelska RP | 32                                            | Kraków               | poseł na Sejm V, VI i VII kadencji (2005–2015)                                                                                    | 42,51 |          |
| Piotr Florek           | Piotr Florek           | Platforma Obywatelska RP | 90                                            | Swarzędz             | wybrany po raz pierwszy | 42,92 |          |
| Robert Gaweł           |                        | Robert Gaweł             | Prawo i Sprawiedliwość                        | 92                   | Gniezno | wybrany po raz pierwszy                                                                                     | 36,25    |
| Adam Gawęda            | Adam Gawęda            | Prawo i Sprawiedliwość   | 72                                            | Jastrzębie-Zdrój     | poseł na Sejm VI kadencji (2007–2011)                                                                                             | 43,36 |          |
| Stanisław Gogacz       | Stanisław Gogacz       | Prawo i Sprawiedliwość   | 14                                            | Puławy               | senator IV, VII i VIII kadencji (1997–2001, 2007–2015)                                                                            | 59,48 |          |
| Mieczysław Golba       | Mieczysław Golba       | Prawo i Sprawiedliwość   | 58                                            | Przemyśl             | poseł na Sejm V, VI i VII kadencji (2005–2015)                                                                                    | 57,19 |          |
| Arkadiusz Grabowski    | Arkadiusz Grabowski    | Prawo i Sprawiedliwość   | 76                                            | Dąbrowa Górnicza     | wybrany po raz pierwszy | 36,40 |          |
| Tomasz Grodzki         |                        | Tomasz Grodzki           | Platforma Obywatelska RP                      | 97                   | Szczecin | wybrany po raz pierwszy                                                                                     | 36,35    |
| Maciej Grubski         | Maciej Grubski         | Platforma Obywatelska RP | 23                                            | Łódź                 | senator VII i VIII kadencji (2007–2015)                                                                                           | 40,45 |          |
| Jan Hamerski           |                        | Jan Hamerski             | Prawo i Sprawiedliwość                        | 36                   | Nowy Targ | wybrany po raz pierwszy                                                                                     | 60,38    |
| Jan Jackowski          | Jan Jackowski          | Prawo i Sprawiedliwość   | 39                                            | Ciechanów            | senator VIII kadencji (2011–2015) poseł na Sejm III kadencji (1997–2001)                                                          | 49,67 |          |
| Andrzej Kamiński       | Andrzej Kamiński       | Prawo i Sprawiedliwość   | 78                                            | Bielsko-Biała        | wybrany po raz pierwszy | 47,64 |          |
| Stanisław Karczewski   | Stanisław Karczewski   | Prawo i Sprawiedliwość   | 49                                            | Kozienice            | senator VI, VII i VIII kadencji (2005–2015)                                                                                       | 61,61 |          |
| Wiesław Kilian         |                        | Wiesław Kilian           | Platforma Obywatelska RP                      | 4                    | Wałbrzych | senator VIII kadencji (2011–2015) poseł na Sejm V i VI kadencji (2005–2007, 2010–2011)                      | 30,60    |
| Kazimierz Kleina       | Kazimierz Kleina       | Platforma Obywatelska RP | 62                                            | Słupsk               | senator IV, VII i VIII kadencji (1997–2001, 2007–2015) poseł na Sejm V kadencji (2005–2007)                                       | 58,12 |          |
| Bogdan Klich           | Bogdan Klich           | Platforma Obywatelska RP | 33                                            | Kraków               | senator VIII kadencji (2011–2015) poseł na Sejm IV kadencji (2001–2004) poseł do Parlamentu Europejskiego VI kadencji (2004–2007) | 38,04 |          |
| Andrzej Kobiak         | Andrzej Kobiak         | Platforma Obywatelska RP | 9                                             | Bydgoszcz            | senator VIII kadencji (2011–2015)                                                                                                 | 43,20 |          |
| Maria Koc              |                        | Maria Koc                | Prawo i Sprawiedliwość                        | 47                   | Mińsk Mazowiecki | senator VIII kadencji (2014–2015)                                                                           | 53,19    |
| Stanisław Kogut        | Stanisław Kogut        | Prawo i Sprawiedliwość   | 37                                            | Nowy Sącz            | senator VI, VII i VIII kadencji (2005–2015)                                                                                       | 66,70 |          |
| Władysław Komarnicki   |                        | Władysław Komarnicki     | Platforma Obywatelska RP                      | 21                   | Gorzów Wielkopolski | wybrany po raz pierwszy                                                                                     | 34,65    |
| Tadeusz Kopeć          |                        | Tadeusz Kopeć            | Prawo i Sprawiedliwość                        | 79                   | Cieszyn | senator VIII kadencji (2011–2015) poseł na Sejm V i VI kadencji (2005–2011)                                 | 43,23    |
| Małgorzata Kopiczko    | Małgorzata Kopiczko    | Prawo i Sprawiedliwość   | 87                                            | Ełk                  | wybrana po raz pierwszy | 36,44 |          |
| Waldemar Kraska        | Waldemar Kraska        | Prawo i Sprawiedliwość   | 48                                            | Siedlce              | senator VI, VII i VIII kadencji (2005–2015)                                                                                       | 56,34 |          |
| Jan Libicki            |                        | Jan Libicki              | Platforma Obywatelska RP                      | 89                   | Szamotuły | senator VIII kadencji (2011–2015) poseł na Sejm V i VI kadencji (2005–2007, 2008–2011)                      | 42,30    |
| Maciej Łuczak          |                        | Maciej Łuczak            | Prawo i Sprawiedliwość                        | 26                   | Pabianice | wybrany po raz pierwszy                                                                                     | 42,98    |
| Józef Łyczak           | Józef Łyczak           | Prawo i Sprawiedliwość   | 13                                            | Włocławek            | senator VI kadencji (2005–2007)                                                                                                   | 33,87 |          |
| Ryszard Majer          | Ryszard Majer          | Prawo i Sprawiedliwość   | 68                                            | Myszków              | wybrany po raz pierwszy | 37,99 |          |
| Robert Mamątow         | Robert Mamątow         | Prawo i Sprawiedliwość   | 46                                            | Ostrołęka            | senator VIII kadencji (2011–2015)                                                                                                 | 54,58 |          |
| Marek Martynowski      | Marek Martynowski      | Prawo i Sprawiedliwość   | 38                                            | Płock                | senator VIII kadencji (2011–2015)                                                                                                 | 43,28 |          |
| Łukasz Mikołajczyk     | Łukasz Mikołajczyk     | Prawo i Sprawiedliwość   | 95                                            | Ostrów Wielkopolski  | wybrany po raz pierwszy | 36,68 |          |
| Andrzej Mioduszewski   | Andrzej Mioduszewski   | Prawo i Sprawiedliwość   | 12                                            | Grudziądz            | wybrany po raz pierwszy | 35,43 |          |
| Andrzej Misiołek       |                        | Andrzej Misiołek         | Platforma Obywatelska RP                      | 80                   | Katowice | senator VII i VIII kadencji (2007–2015)                                                                     | 31,96    |
| Krzysztof Mróz         |                        | Krzysztof Mróz           | Prawo i Sprawiedliwość                        | 2                    | Jelenia Góra | wybrany po raz pierwszy                                                                                     | 31,08    |
| Grzegorz Napieralski   |                        | Grzegorz Napieralski     | Platforma Obywatelska RP                      | 98                   | Stargard Szczeciński | poseł na Sejm IV, V, VI i VII kadencji (2004–2015)                                                          | 30,32    |
| Jarosław Obremski      |                        | Jarosław Obremski        | KWW Obremski – niezależny Senator z Wrocławia | 8                    | Wrocław | senator VIII kadencji (2011–2015)                                                                           | 60,55    |
| Bogusława Orzechowska  |                        | Bogusława Orzechowska    | Prawo i Sprawiedliwość                        | 85                   | Ostróda | wybrana po raz pierwszy                                                                                     | 35,68    |
| Andrzej Pająk          | Andrzej Pająk          | Prawo i Sprawiedliwość   | 30                                            | Oświęcim             | senator VIII kadencji (2011–2015) poseł na Sejm VI kadencji (2011)                                                                | 52,66 |          |
| Maria Pańczyk-Pozdziej |                        | Maria Pańczyk-Pozdziej   | Platforma Obywatelska RP                      | 71                   | Zabrze | senator VI, VII i VIII kadencji (2005–2015)                                                                 | 34,00    |
| Bohdan Paszkowski      |                        | Bohdan Paszkowski        | Prawo i Sprawiedliwość                        | 59                   | Suwałki | senator VII i VIII kadencji (2007–2015)                                                                     | 49,65    |
|                        | Grzegorz Peczkis       | Prawo i Sprawiedliwość   | 53                                            | Kędzierzyn-Koźle     | wybrany po raz pierwszy | 23,07 |          |
|                        | Marek Pęk              | Prawo i Sprawiedliwość   | 31                                            | Olkusz               | wybrany po raz pierwszy | 49,90 |          |
|                        | Wojciech Piecha        | Prawo i Sprawiedliwość   | 73                                            | Rybnik               | wybrany po raz pierwszy | 44,76 |          |
| Leszek Piechota        |                        | Leszek Piechota          | Platforma Obywatelska RP                      | 74                   | Ruda Śląska | senator VII i VIII kadencji (2010–2015)                                                                     | 34,11    |
| Aleksander Pociej      | Aleksander Pociej      | Platforma Obywatelska RP | 45                                            | Warszawa             | senator VIII kadencji (2011–2015)                                                                                                 | 45,09 |          |
| Marian Poślednik       | Marian Poślednik       | Platforma Obywatelska RP | 94                                            | Leszno               | senator VIII kadencji (2011–2015) poseł na Sejm III kadencji (1997–2001)                                                          | 28,76 |          |
| Michał Potoczny        |                        | Michał Potoczny          | Prawo i Sprawiedliwość                        | 77                   | Sosnowiec | wybrany po raz pierwszy                                                                                     | 30,15    |
| Krystian Probierz      | Krystian Probierz      | Prawo i Sprawiedliwość   | 70                                            | Gliwice              | wybrany po raz pierwszy | 35,27 |          |
| Zdzisław Pupa          | Zdzisław Pupa          | Prawo i Sprawiedliwość   | 55                                            | Mielec               | senator VII i VIII kadencji (2007–2011, 2013–2015) poseł na Sejm III kadencji (1997–2001)                                         | 64,23 |          |
| Konstanty Radziwiłł    | Konstanty Radziwiłł    | Prawo i Sprawiedliwość   | 41                                            | Pruszków             | wybrany po raz pierwszy | 39,50 |          |
| Marek Rocki            |                        | Marek Rocki              | Platforma Obywatelska RP                      | 43                   | Warszawa | senator VI, VII i VIII kadencji (2005–2015)                                                                 | 42,56    |
| Tadeusz Romańczuk      |                        | Tadeusz Romańczuk        | Prawo i Sprawiedliwość                        | 61                   | Bielsk Podlaski | wybrany po raz pierwszy                                                                                     | 54,63    |
| Jadwiga Rotnicka       |                        | Jadwiga Rotnicka         | Platforma Obywatelska RP                      | 91                   | Poznań | senator VII i VIII kadencji (2007–2015)                                                                     | 67,17    |
| Jan Rulewski           | Jan Rulewski           | Platforma Obywatelska RP | 10                                            | Inowrocław           | senator VII i VIII kadencji (2007–2015) poseł na Sejm I, II i III kadencji (1991–2001)                                            | 36,33 |          |
| Jarosław Rusiecki      |                        | Jarosław Rusiecki        | Prawo i Sprawiedliwość                        | 82                   | Ostrowiec Świętokrzyski | senator VIII kadencji (2014–2015) poseł na Sejm V, VI i VII kadencji (2005–2014)                            | 36,86    |
| Sławomir Rybicki       |                        | Sławomir Rybicki         | Platforma Obywatelska RP                      | 64                   | Gdynia | poseł na Sejm IV, V, VI i VII kadencji (2001–2012)                                                          | 53,53    |
| Czesław Ryszka         |                        | Czesław Ryszka           | Prawo i Sprawiedliwość                        | 75                   | Tychy | senator VI, VII i VIII kadencji (2005, 2006–2011, 2015) poseł na Sejm III kadencji (1997–2001)              | 50,48    |
| Janina Sagatowska      | Janina Sagatowska      | Prawo i Sprawiedliwość   | 54                                            | Stalowa Wola         | senator IV, V i VIII kadencji (1997–2005, 2011–2015)                                                                              | 53,96 |          |
| Michał Seweryński      | Michał Seweryński      | Prawo i Sprawiedliwość   | 27                                            | Zduńska Wola         | senator VIII kadencji (2011–2015)                                                                                                 | 45,63 |          |
| Krzysztof Słoń         | Krzysztof Słoń         | Prawo i Sprawiedliwość   | 83                                            | Kielce               | senator VIII kadencji (2011–2015)                                                                                                 | 46,06 |          |
| Waldemar Sługocki      |                        | Waldemar Sługocki        | Platforma Obywatelska RP                      | 20                   | Zielona Góra | poseł na Sejm VII kadencji (2011–2015)                                                                      | 52,05    |
| Andrzej Stanisławek    |                        | Andrzej Stanisławek      | Prawo i Sprawiedliwość                        | 16                   | Lublin | wybrany po raz pierwszy                                                                                     | 44,43    |
| Lidia Staroń           |                        | Lidia Staroń             | KWW Lidia Staroń – Zawsze po stronie ludzi    | 86                   | Olsztyn | posłanka na Sejm V, VI i VII kadencji (2005–2015)                                                           | 43,79    |
| Grażyna Sztark         |                        | Grażyna Sztark           | Platforma Obywatelska RP                      | 99                   | Kołobrzeg | senator VII i VIII kadencji (2007–2015)                                                                     | 36,14    |
| Aleksander Szwed       |                        | Aleksander Szwed         | Prawo i Sprawiedliwość                        | 5                    | Dzierżoniów | wybrany po raz pierwszy                                                                                     | 34,44    |
| Antoni Szymański       | Antoni Szymański       | Prawo i Sprawiedliwość   | 66                                            | Tczew                | senator VI kadencji (2005–2007) poseł na Sejm III kadencji (1997–2001)                                                            | 36,21 |          |
| Rafał Ślusarz          | Rafał Ślusarz          | Prawo i Sprawiedliwość   | 1                                             | Bolesławiec          | senator VI kadencji (2005–2007)                                                                                                   | 36,93 |          |
| Przemysław Termiński   |                        | Przemysław Termiński     | Platforma Obywatelska RP                      | 11                   | Toruń | wybrany po raz pierwszy                                                                                     | 46,94    |
| Piotr Wach             | Piotr Wach             | Platforma Obywatelska RP | 52                                            | Opole                | senator VI, VII i VIII kadencji (2005–2015)                                                                                       | 29,69 |          |
| Artur Warzocha         |                        | Artur Warzocha           | Prawo i Sprawiedliwość                        | 69                   | Częstochowa | wybrany po raz pierwszy                                                                                     | 35,18    |
| Jerzy Wcisła           |                        | Jerzy Wcisła             | Platforma Obywatelska RP                      | 84                   | Elbląg | wybrany po raz pierwszy                                                                                     | 41,37    |
| Kazimierz Wiatr        |                        | Kazimierz Wiatr          | Prawo i Sprawiedliwość                        | 35                   | Tarnów | senator VI, VII i VIII kadencji (2005–2015)                                                                 | 64,11    |
| Jacek Włosowicz        | Jacek Włosowicz        | Prawo i Sprawiedliwość   | 81                                            | Końskie              | senator VI kadencji (2005–2007) poseł do Parlamentu Europejskiego VII kadencji (2009–2014)                                        | 45,74 |          |
| Andrzej Wojtyła        | Andrzej Wojtyła        | Prawo i Sprawiedliwość   | 96                                            | Kalisz               | poseł na Sejm I, III i IV kadencji (1991–1993, 1997–2005)                                                                         | 36,84 |          |
| Alicja Zając           | Alicja Zając           | Prawo i Sprawiedliwość   | 57                                            | Krosno               | senator VII i VIII kadencji (2010–2015)                                                                                           | 58,71 |          |
| Józef Zając            |                        | Józef Zając              | Polskie Stronnictwo Ludowe                    | 18                   | Chełm | senator VIII kadencji (2011–2015)                                                                           | 49,11    |
| Barbara Zdrojewska     |                        | Barbara Zdrojewska       | Platforma Obywatelska RP                      | 7                    | Wrocław | wybrana po raz pierwszy                                                                                     | 44,69    |
| Piotr Zientarski       | Piotr Zientarski       | Platforma Obywatelska RP | 100                                           | Koszalin             | senator VI, VII i VIII kadencji (2005–2015)                                                                                       | 36,88 |          |
| Jan Żaryn              |                        | Jan Żaryn                | Prawo i Sprawiedliwość                        | 40                   | Legionowo | wybrany po raz pierwszy                                                                                     | 52,78    |

### Senator wybrana w wyborach uzupełniających
| Zdjęcie     |  | Senator     | Komitet wyborczy       | Data wyboru  | Okręg | Największe miasto | Dotychczasowy staż parlamentarny | % głosów |
| ----------- |  | ----------- | ---------------------- | ------------ | ----- | ----------------- | -------------------------------- | -------- |
| Anna Anders |  | Anna Anders | Prawo i Sprawiedliwość | 6 marca 2016 | 59    | Suwałki           | wybrana po raz pierwszy          | 47,26    |

### Senatorowie, których mandat wygasł w trakcie kadencji (5 senatorów)
| Senator | Senator           | Data wygaśnięcia mandatu | Przyczyna                                        | Następca                     | Następca                     |
| ------- | ----------------- | ------------------------ | ------------------------------------------------ | ---------------------------- | ---------------------------- |
|         | Bohdan Paszkowski | 9 grudnia 2015(dts)      | powołanie na Wojewodę Podlaskiego                |                              | Anna Anders                  |
|         | Wiesław Kilian    | 15 marca 2019(dts)       | śmierć                                           |                              | mandat pozostał nieobsadzony |
|         | Adam Bielan       | 28 maja 2019(dts)        | wybór na posła do Parlamentu Europejskiego       | mandat pozostał nieobsadzony |                              |
|         | Jarosław Duda     | 28 maja 2019(dts)        | wybór na posła do Parlamentu Europejskiego       | mandat pozostał nieobsadzony |                              |
|         | Anna Anders       | 23 sierpnia 2019(dts)    | mianowanie na Ambasadora RP w Republice Włoskiej | mandat pozostał nieobsadzony |                              |

## Przynależność klubowa

### Stan na koniec kadencji
Prawo i Sprawiedliwość
     Platforma Obywatelska – Koalicja Obywatelska
     Polskie Stronnictwo Ludowe – Koalicja Polska
     Senatorowie niezrzeszeni
     Wakat

Prawo i Sprawiedliwość
Platforma Obywatelska – Koalicja Obywatelska
Polskie Stronnictwo Ludowe – Koalicja Polska
Senatorowie niezrzeszeni
Wakat

Senatorowie IX kadencji zrzeszeni byli w następujących klubach i kołach:
- Klub Parlamentarny Prawo i Sprawiedliwość – 61 senatorów,
- Klub Parlamentarny Platforma Obywatelska – Koalicja Obywatelska[i] – Grupa Senatorów PO – 26 senatorów, przewodniczący Bogdan Klich
- Klub Parlamentarny Polskie Stronnictwo Ludowe – Koalicja Polska[j] – 1 senator.

Ponadto ośmioro senatorów było niezrzeszonych, a cztery mandaty pozostały nieobsadzone.
Od 12 listopada 2015 (dnia pierwszego posiedzenia) do 14 czerwca 2016 istniało w Senacie IX kadencji także Koło Senatorów Niezależnych.
| Klub Parlamentarny Prawo i Sprawiedliwość | Klub Parlamentarny Prawo i Sprawiedliwość | Klub Parlamentarny Prawo i Sprawiedliwość | Klub Parlamentarny Prawo i Sprawiedliwość |
| --- | --- | --- | --- |
| | | | |
| - Rafał Ambrozik - Grzegorz Bierecki - Przemysław Błaszczyk - Aleksander Bobko - Margareta Budner - Jerzy Chróścikowski - Zbigniew Cichoń - Grzegorz Czelej - Jerzy Czerwiński - Dorota Czudowska - Wiesław Dobkowski - Robert Gaweł - Adam Gawęda - Stanisław Gogacz - Mieczysław Golba - Arkadiusz Grabowski | - Jan Hamerski - Jan Jackowski - Andrzej Kamiński - Stanisław Karczewski - Maria Koc - Tadeusz Kopeć - Małgorzata Kopiczko - Waldemar Kraska - Maciej Łuczak - Józef Łyczak - Ryszard Majer - Robert Mamątow - Marek Martynowski - Łukasz Mikołajczyk - Andrzej Mioduszewski - Andrzej Misiołek | - Krzysztof Mróz - Jarosław Obremski - Bogusława Orzechowska - Andrzej Pająk - Grzegorz Peczkis - Marek Pęk - Wojciech Piecha - Leszek Piechota - Michał Potoczny - Krystian Probierz - Zdzisław Pupa - Konstanty Radziwiłł - Tadeusz Romańczuk - Jarosław Rusiecki - Czesław Ryszka - Janina Sagatowska | - Michał Seweryński - Krzysztof Słoń - Andrzej Stanisławek - Aleksander Szwed - Antoni Szymański - Rafał Ślusarz - Artur Warzocha - Kazimierz Wiatr - Jacek Włosowicz - Andrzej Wojtyła - Alicja Zając - Józef Zając - Jan Żaryn |
| Klub Parlamentarny Platforma Obywatelska – Koalicja Obywatelska – Grupa Senatorów PO | | | |
| | | | |
| - Mieczysław Augustyn - Ryszard Bonisławski - Bogdan Borusewicz - Barbara Borys-Damięcka - Leszek Czarnobaj - Robert Dowhan - Jerzy Fedorowicz | - Piotr Florek - Tomasz Grodzki - Kazimierz Kleina - Bogdan Klich - Andrzej Kobiak - Władysław Komarnicki - Grzegorz Napieralski | - Maria Pańczyk-Pozdziej - Aleksander Pociej - Marian Poślednik - Marek Rocki - Jadwiga Rotnicka - Sławomir Rybicki - Waldemar Sługocki | - Przemysław Termiński - Piotr Wach - Jerzy Wcisła - Barbara Zdrojewska - Piotr Zientarski |
| Klub Parlamentarny Polskie Stronnictwo Ludowe – Koalicja Polska | | | |
| | | | |
| - Jan Libicki | | | |
| Senatorowie niezrzeszeni | | | |
| | | | |
| - Waldemar Bonkowski - Marek Borowski | - Jan Dobrzyński - Maciej Grubski | - Stanisław Kogut - Jan Rulewski | - Lidia Staroń - Grażyna Sztark |

### Zmiany liczebności klubów i kół w czasie kadencji
|            | Klub lub koło | Klub lub koło | Klub lub koło | Klub lub koło | Niez. | Razem | Wakaty |
| PiS        | PO-KO         | KSN           | PSL-KP        |               | Niez. | Razem | Wakaty |
| ---------- | ------------- | ------------- | ------------- | ------------- | ----- | ----- | ------ |
|            |               |               |               |               |       | Razem | Wakaty |
| 12.11.2015 | 62            | 33            | 3             | 1             | 1     | 100   | —      |
| 09.12.2015 | 61            | 33            | 3             | 1             | 1     | 99    | 1      |
| 09.03.2016 | 62            | 33            | 3             | 1             | 1     | 100   | —      |
| 22.04.2016 | 62            | 33            | 3             | —             | 2     | 100   | —      |
| 10.05.2016 | 62            | 33            | 4             | —             | 1     | 100   | —      |
| 19.05.2016 | 63            | 33            | 3             | —             | 1     | 100   | —      |
| 15.06.2016 | 63            | 33            | —             | 1             | 3     | 100   | —      |
| 15.11.2016 | 64            | 33            | —             | —             | 3     | 100   | —      |
| 13.12.2017 | 64            | 31            | —             | —             | 5     | 100   | —      |
| 19.12.2017 | 66            | 31            | —             | —             | 3     | 100   | —      |
| 20.01.2018 | 65            | 31            | —             | —             | 4     | 100   | —      |
| 23.02.2018 | 64            | 31            | —             | —             | 5     | 100   | —      |
| 11.04.2018 | 63            | 31            | —             | —             | 6     | 100   | —      |
| 18.06.2018 | 63            | 30            | —             | —             | 7     | 100   | —      |
| 10.09.2018 | 63            | 29            | —             | —             | 8     | 100   | —      |
| 16.10.2018 | 63            | 29            | —             | 1             | 7     | 100   | —      |
| 15.03.2019 | 63            | 28            | —             | 1             | 7     | 99    | 1      |
| 14.04.2019 | 63            | 27            | —             | 1             | 8     | 99    | 1      |
| 28.05.2019 | 62            | 26            | —             | 1             | 8     | 97    | 3      |
| 01.08.2019 | 62            | 27            | —             | 1             | 7     | 97    | 3      |
| 23.08.2019 | 61            | 27            | —             | 1             | 7     | 96    | 4      |
| 30.08.2019 | 61            | 26            | —             | 1             | 8     | 96    | 4      |

## Przewodniczący komisji
| Komisja                                                     | Data wyboru       | Przewodniczący komisji      | Przewodniczący komisji    |
| ----------------------------------------------------------- | ----------------- | --------------------------- | ------------------------- |
| Komisja Budżetu i Finansów Publicznych                      | 13 listopada 2015 |                             | Grzegorz Bierecki (PiS)   |
| Komisja Gospodarki Narodowej i Innowacyjności               | 13 listopada 2015 | Andrzej Stanisławek (PiS)   |                           |
| Komisja Gospodarki Narodowej i Innowacyjności               | 9 maja 2019       | Adam Gawęda (PiS)           |                           |
| Komisja Gospodarki Narodowej i Innowacyjności               | 2 sierpnia 2019   |                             | wakat                     |
| Komisja Infrastruktury                                      | 13 listopada 2015 |                             | Stanisław Kogut (PiS)     |
| Komisja Infrastruktury                                      | 21 grudnia 2017   | Andrzej Misiołek (PiS)      |                           |
| Komisja Kultury i Środków Przekazu                          | 13 listopada 2015 |                             | Jerzy Fedorowicz (PO-KO)  |
| Komisja Nauki, Edukacji i Sportu                            | 13 listopada 2015 |                             | Kazimierz Wiatr (PiS)     |
| Komisja Obrony Narodowej                                    | 13 listopada 2015 | Jarosław Rusiecki (PiS)     |                           |
| Komisja Praw Człowieka, Praworządności i Petycji            | 13 listopada 2015 | Michał Seweryński (PiS)     |                           |
| Komisja Praw Człowieka, Praworządności i Petycji            | 27 kwietnia 2017  | Robert Mamątow (PiS)        |                           |
| Komisja Regulaminowa, Etyki i Spraw Senatorskich            | 12 listopada 2015 |                             | Sławomir Rybicki (PO-KO)  |
| Komisja Rodziny, Polityki Senioralnej i Społecznej          | 13 listopada 2015 | Jarosław Duda (PO-KO)       |                           |
| Komisja Rodziny, Polityki Senioralnej i Społecznej          | 26 czerwca 2019   | Mieczysław Augustyn (PO-KO) |                           |
| Komisja Rolnictwa i Rozwoju Wsi                             | 13 listopada 2015 |                             | Jerzy Chróścikowski (PiS) |
| Komisja Samorządu Terytorialnego i Administracji Państwowej | 13 listopada 2015 |                             | Piotr Zientarski (PO-KO)  |
| Komisja Spraw Emigracji i Łączności z Polakami za Granicą   | 13 listopada 2015 |                             | Janina Sagatowska (PiS)   |
| Komisja Spraw Zagranicznych i Unii Europejskiej             | 13 listopada 2015 |                             | Marek Rocki (PO-KO)       |
| Komisja Środowiska                                          | 13 listopada 2015 |                             | Zdzisław Pupa (PiS)       |
| Komisja Ustawodawcza                                        | 13 listopada 2015 | Bohdan Paszkowski (PiS)     |                           |
| Komisja Ustawodawcza                                        | 10 grudnia 2015   | Stanisław Gogacz (PiS)      |                           |
| Komisja Zdrowia                                             | 13 listopada 2015 | Waldemar Kraska (PiS)       |                           |
| Komisja Zdrowia                                             | 2 sierpnia 2019   |                             | wakat                     |

3 senatorów pełniło te same funkcje w Senacie VIII kadencji: Jerzy Chróścikowski, Michał Seweryński i Kazimierz Wiatr; Piotr Zientarski był wcześniej przewodniczącym Komisji Ustawodawczej.